# Антимонид кальция
Антимонид кальция — бинарное неорганическое соединение
кальция и сурьмы с формулой Ca5Sb3,
кристаллы.

## Получение
- Сплавление (спекание) чистых веществ:

{\displaystyle {\mathsf {5Ca+3Sb\ {\xrightarrow {800^{o}C}}\ Ca_{5}Sb_{3}}}}

## Физические свойства
Антимонид кальция образует кристаллы
ромбической сингонии,
пространственная группа P nma,
параметры ячейки a = 1,2502 нм, b = 0,9512 нм, c = 0,8287 нм, Z = 4.